# WTA 500 tornák
A WTA 500 tornák a női tenisztornák új besorolása a 2021-es WTA-szezontól.
A WTA 500 tornák közé a korábbi WTA Premier tornák tornák tartoznak. A tornák díjazása körülbelül 500 000 $. A tornákon a győztes 470 pontot kap.

## Tornák
Vastagítva a 2025-ös győztesek.
| Torna       | Hivatalos elnevezés           | Helyszín    | Ország                    | Borítás    | Címvédő                   |
| ----------- | ----------------------------- | ----------- | ------------------------- | ---------- | ------------------------- |
| Brisbane    | Brisbane International        | Brisbane    | Ausztrália                | Kemény     | Arina Szabalenka          |
| Adelaide    | Adelaide International        | Adelaide    | Ausztrália                | Kemény     | Madison Keys              |
| Linz        | Ladies Linz                   | Linz        | Ausztria                  | Kemény (f) | Jekatyerina Alekszandrova |
| Abu-Dzabi   | Abu Dhabi Women’s Tennis Open | Abu-Dzabi   | Egyesült Arab Emírségek   | Kemény     | Belinda Bencic            |
| Mérida      | Mérida Open                   | Mérida      | Mexikó                    | Kemény     | Emma Navarro              |
| San Diego   | San Diego Open                | San Diego   | Egyesült Államok          | Kemény     | Katie Boulter             |
| Charleston  | Volvo Car Open                | Charleston  | Egyesült Államok          | Salak      | Jessica Pegula            |
| Stuttgart   | Porsche Tennis Grand Prix     | Stuttgart   | Németország               | Salak (f)  | Jeļena Ostapenko          |
| Strasbourg  | Internationaux de Strasbourg  | Strasbourg  | Franciaország             | Salak      | Jelena Ribakina           |
| London      | Queen’s Club Championships    | London      | Egyesült Királyság        | Fű         | Tatjana Maria             |
| Berlin      | German Open                   | Berlin      | Németország               | Fű         | Markéta Vondroušová       |
| Bad Homburg | Bad Homburg Open              | Bad Homburg | Németország               | Fű         | Jessica Pegula            |
| Washington  | Washington Open               | Washington  | Amerikai Egyesült Államok | Kemény     | Leylah Fernandez          |
| Monterrey   | Abierto GNP Seguros           | Monterrey   | Mexikó                    | Kemény     | Linda Nosková             |
| Guadalajara | Guadalajara Open              | Guadalajara | Mexikó                    | Kemény     | Magdalena Fręch           |
| Szöul       | Korea Open                    | Szöul       | Dél-Korea                 | Kemény     | Beatriz Haddad Maia       |
| Ningpo      | Ningbo Open                   | Ningpo      | Kína                      | Kemény     | Darja Kaszatkina          |
| Tokió       | Toray Pan Pacific Open        | Tokió       | Japán                     | Kemény     | Cseng Csin-ven            |